# TJ Nedašov
TJ Nedašov je český fotbalový klub z obce Nedašov, hrající od sezóny 2019/20 Přebor Zlínského kraje (5. nejvyšší soutěž). Klub byl založen v roce 1961.
Své domácí zápasy odehrává na stadionu v Nedašově.

## Umístění v jednotlivých sezonách
Zdroj: 
Stručný přehled
- 2002–2003: Okresní soutěž Zlínska – sk. B
- 2003–2004: Okresní přebor Zlínska
- 2004–2006: I. B třída Zlínského kraje – sk. A
- 2006–2009: I. A třída Zlínského kraje – sk. A
- 2009–2010: Přebor Zlínského kraje
- 2010–2011: I. A třída Zlínského kraje – sk. A
- 2011–2012: I. B třída Zlínského kraje – sk. A
- 2012–2019: I. A třída Zlínského kraje – sk. A
- 2019–2023: Přebor Zlínského kraje
- 2023–: I. A třída Zlínského kraje – sk. B

Jednotlivé ročníky
Legenda: Z – zápasy, V – výhry, R – remízy, P – porážky, VG – vstřelené góly, OG – obdržené góly, +/- – rozdíl skóre, B – body, červené podbarvení – sestup, zelené podbarvení – postup, fialové podbarvení – reorganizace, změna skupiny či soutěže
| Česko (2002 – ) |                                    |        |    |    |       |    |    |    |     |    |        |
| Sezóny          | Liga                               | Úroveň | Z  | V  | R     | P  | VG | OG | +/- | B  | Pozice |
| 2002/03         | Okresní soutěž Zlínska – sk. B     | 9      | 26 | 16 | 6     | 4  | 71 | 35 | +36 | 54 | 2.     |
| 2003/04         | Okresní přebor Zlínska             | 8      | 26 | 15 | 8     | 3  | 66 | 34 | +32 | 53 | 1.     |
| 2004/05         | I. B třída Zlínského kraje – sk. A | 7      | 26 | 15 | 2     | 9  | 59 | 35 | +24 | 47 | 2.     |
| 2005/06         | I. B třída Zlínského kraje – sk. A | 7      | 26 | 14 | 6     | 6  | 69 | 34 | +35 | 48 | 1.     |
| 2006/07         | I. A třída Zlínského kraje – sk. A | 6      | 26 | 9  | 4     | 13 | 33 | 39 | −6  | 31 | 9.     |
| 2007/08         | I. A třída Zlínského kraje – sk. A | 6      | 26 | 11 | 5     | 10 | 35 | 25 | +10 | 38 | 7.     |
| 2008/09         | I. A třída Zlínského kraje – sk. A | 6      | 26 | 13 | 6     | 7  | 54 | 33 | +21 | 45 | 2.     |
| 2009/10         | Přebor Zlínského kraje             | 5      | 30 | 8  | 4     | 18 | 42 | 59 | −17 | 28 | 16.    |
| 2010/11         | I. A třída Zlínského kraje – sk. A | 6      | 26 | 6  | 5     | 15 | 38 | 57 | −19 | 23 | 14.    |
| 2011/12         | I. B třída Zlínského kraje – sk. A | 7      | 26 | 16 | 4     | 6  | 64 | 32 | +32 | 52 | 2.     |
| 2012/13         | I. A třída Zlínského kraje – sk. A | 6      | 26 | 11 | 3     | 12 | 51 | 52 | −1  | 36 | 8.     |
| 2013/14         | I. A třída Zlínského kraje – sk. A | 6      | 26 | 11 | 4     | 11 | 43 | 45 | −2  | 37 | 6.     |
| 2014/15         | I. A třída Zlínského kraje – sk. A | 6      | 26 | 8  | 0 / 3 | 15 | 37 | 53 | −16 | 27 | 13.    |
| 2015/16         | I. A třída Zlínského kraje – sk. A | 6      | 26 | 10 | 3 / 5 | 8  | 46 | 45 | +1  | 41 | 7.     |
| 2016/17         | I. A třída Zlínského kraje – sk. A | 6      | 26 | 10 | 4 / 2 | 10 | 42 | 50 | −8  | 40 | 7.     |
| 2017/18         | I. A třída Zlínského kraje – sk. A | 6      | 24 | 12 | 3 / 2 | 7  | 50 | 37 | +13 | 44 | 3.     |
| 2018/19         | I. A třída Zlínského kraje – sk. A | 6      | 26 | 16 | 2 / 2 | 6  | 59 | 31 | +28 | 54 | 2.     |
| ** 2019/20      | Přebor Zlínského kraje             | 5      | 13 | 4  | 1 / 1 | 7  | 21 | 27 | −6  | 15 | 10.    |
| 2020/21         | Přebor Zlínského kraje             | 5      | 9  | 4  | 0     | 3  | 18 | 17 | +1  | 15 | 6.     |
| 2021/22         | Přebor Zlínského kraje             | 5      | 26 | 8  | 7     | 11 | 37 | 52 | −15 | 31 | 11.    |
| 2022/23         | Přebor Zlínského kraje             | 5      | 26 | 4  | 4     | 18 | 22 | 73 | −51 | 16 | 14.    |
| 2023/24         | I. A třída Zlínského kraje – sk. B | 6      | 26 | 11 | 2     | 13 | 46 | 76 | −30 | 35 | 7.     |
| 2024/25         | I. A třída Zlínského kraje – sk. B | 6      | 26 | 6  | 5     | 15 | 34 | 80 | −46 | 23 | 12.    |

Poznámka:
- Od sezony 2014/15 se ve Zlínském kraji hraje tímto způsobem: Pokud zápas skončí nerozhodně, kope se penaltový rozstřel. Jeho vítěz bere 2 body, poražený pak jeden bod. Za výhru po 90 minutách jsou 3 body, za prohru po 90 minutách není žádný bod.

**= sezona předčasně ukončena z důvodu pandemie covidu-19